# 1587

## أحداث
- قام البرتغاليون ببناء قلعتين عملاقتين في مسقط الأولى بمسمى غوا التي التي اعاد العمانيون تسميتها باسم قلعة الجلالي والثانية هي قلعة القبطان المعروفة باسم قلعة الميراني

## مواليد
- فيتوريو أميديو الأول دوق سافوي
- فيرجينيا دير
- مارتن هرمان فابر رسام ألماني
- مارين باوتشر
- ناثان فيلدمان ممثل بريطاني
- هنري ماينورينغ

## وفيات
- فرانشيسكو الأول دي ميديشي
- ماري ستيوارت
- أولوج علي باشا